# Giardino della Montagnola
Il giardino della Montagnola è una delle più antiche e centrali aree verdi della città di Bologna, aperto per la prima volta nel XVII secolo.

## Storia

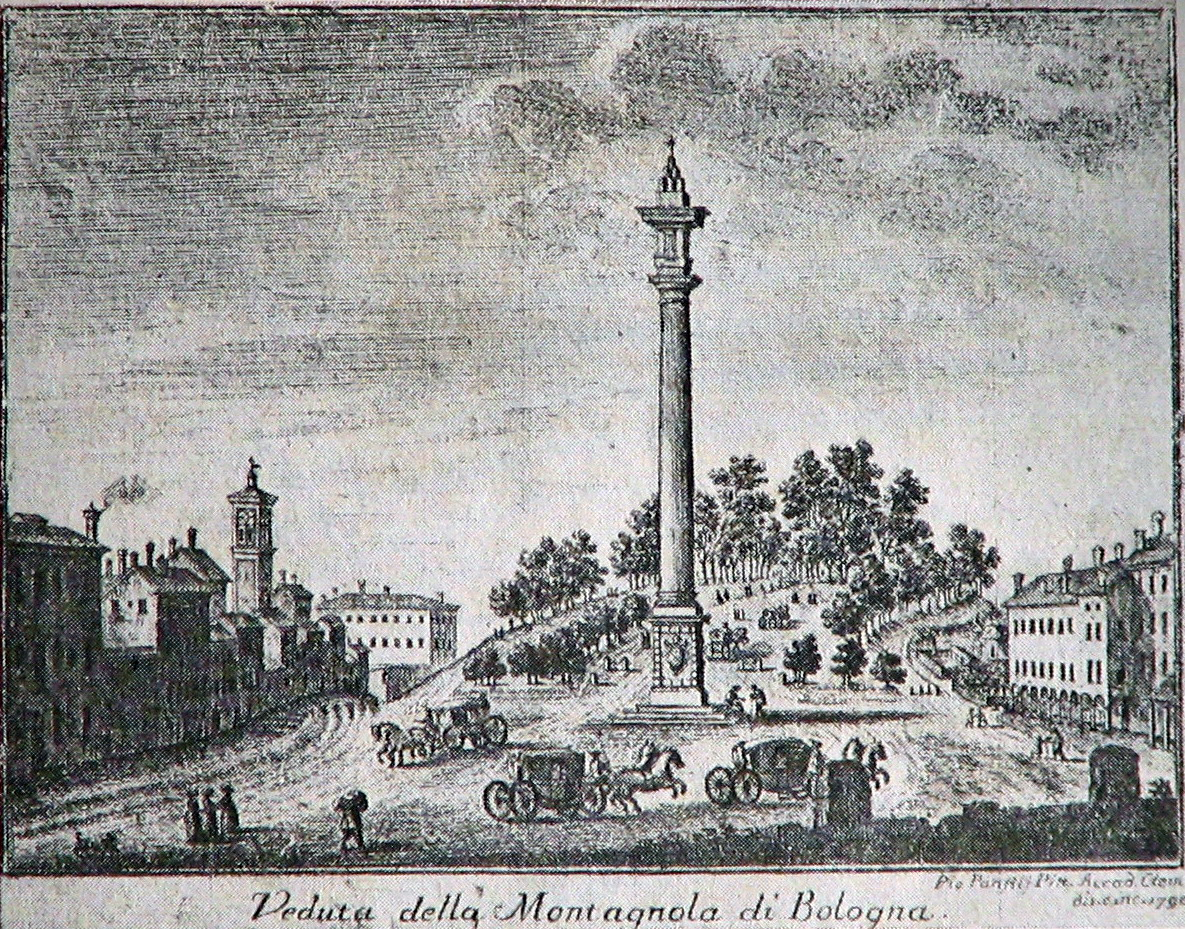
La Montagnola così come si presentava a fine Settecento

La Montagnola è un rilievo artificiale formatosi dall'accumulo dei detriti del Castello di Galliera, posto nelle immediate vicinanze. Fino a tutto il Settecento fu essenzialmente un grande vuoto urbano. Qui, il 6 gennaio 1798 vennero solennemente tumulate su ordine diretto di Napoleone le salme di Luigi Zamboni e  di Giovanni Battista De Rolandis; nel 1799, con l'arrivo degli austriaci, i resti vennero dispersi.
Nel 1805 su ordine dei francesi venne stabilito di destinarlo a giardino pubblico. La progettazione venne affidata a Giovan Battista Martinetti, che disegnò un impianto viario circolare. I lavori dei nuovi giardini saranno conclusi nel 1808.

## Descrizione
È situato a nord del centro storico della città, adiacente alle mura dell'ultima cerchia, e sorge sui ruderi del palazzo costruito da Bertrando del Poggetto per ospitare il papa e la sua corte, successivamente distrutto a furor di popolo.
Vi si accede da un lato tramite la scalinata del Pincio, realizzato nel 1896 su progetto di Tito Azzolini e Attilio Muggia, alla cui base si trova una fontana scolpita da Diego Sarti e Pietro Veronesi; dall'altro lato, l'ingresso è posto su via Irnerio, di fronte a piazza 8 agosto, ai lati del monumento al Popolano.
All'interno del parco è collocata una vasca circolare costruita in occasione dell'Esposizione emiliana del 1888 contenente delle sculture di animali ad opera di Diego Sarti.
Nella piazza antistante, piazza VIII Agosto, e nella strada interna del parco, ogni venerdì e sabato si tiene un grande mercato chiamato "La Piazzola", conosciuto anche come "mercato della Montagnola".

## Galleria d'immagini

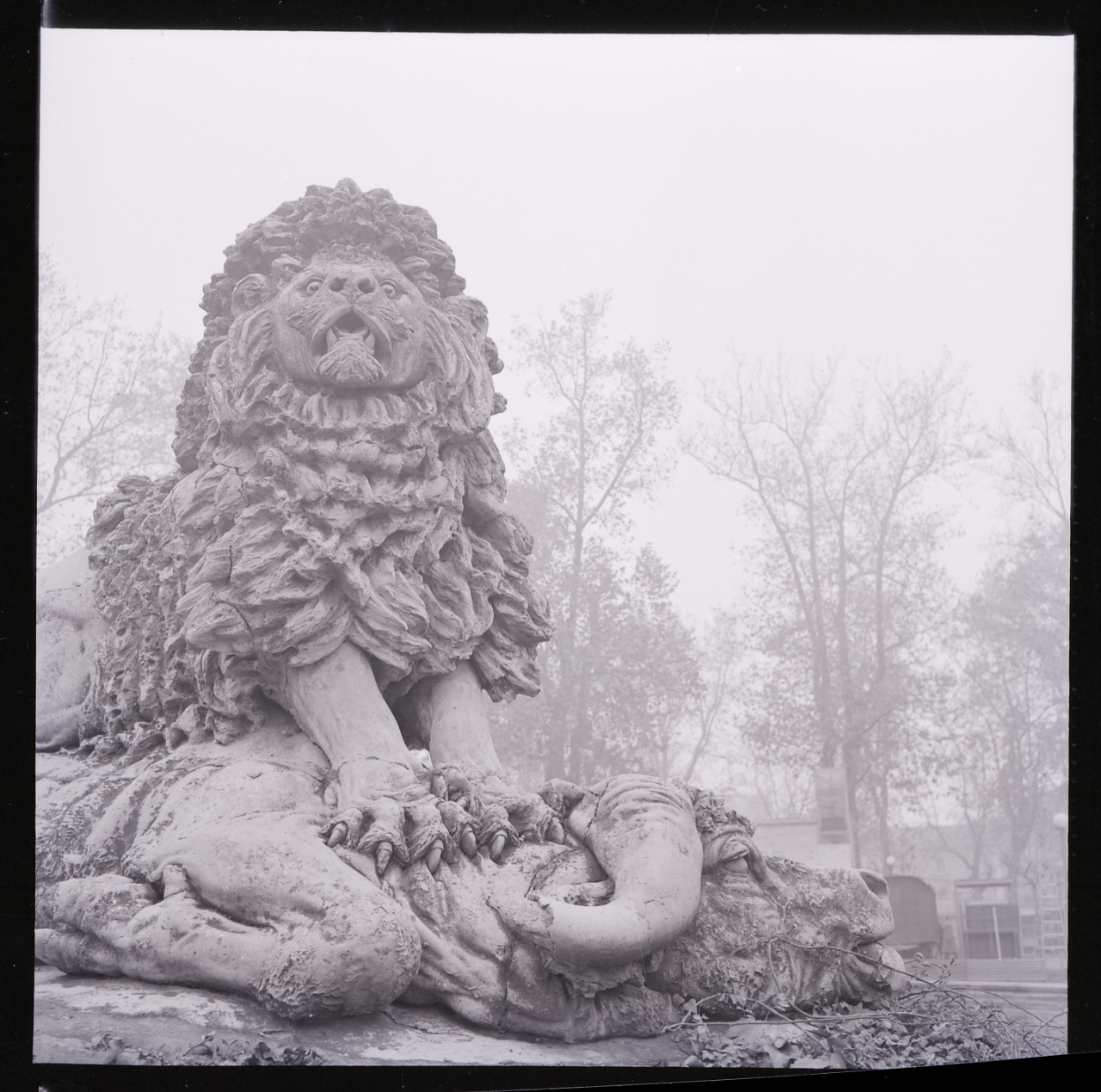
Scultura di leone, Diego Sarti, fine XIX secolo, cemento. Foto di Paolo Monti
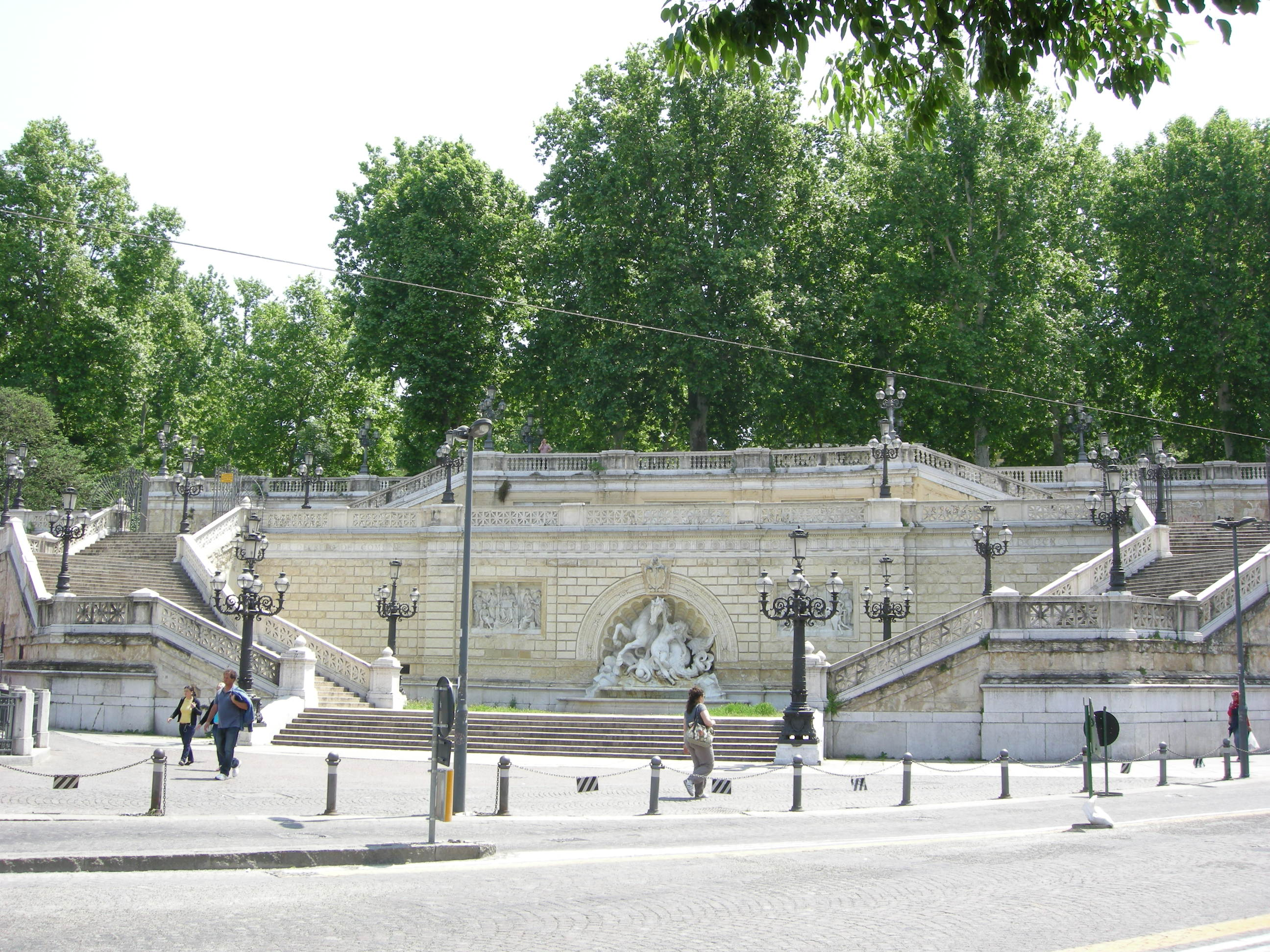
Le rampe dette Pincio della Montagnola